# StadtBus Vechta

Logo StadtBus Vechta

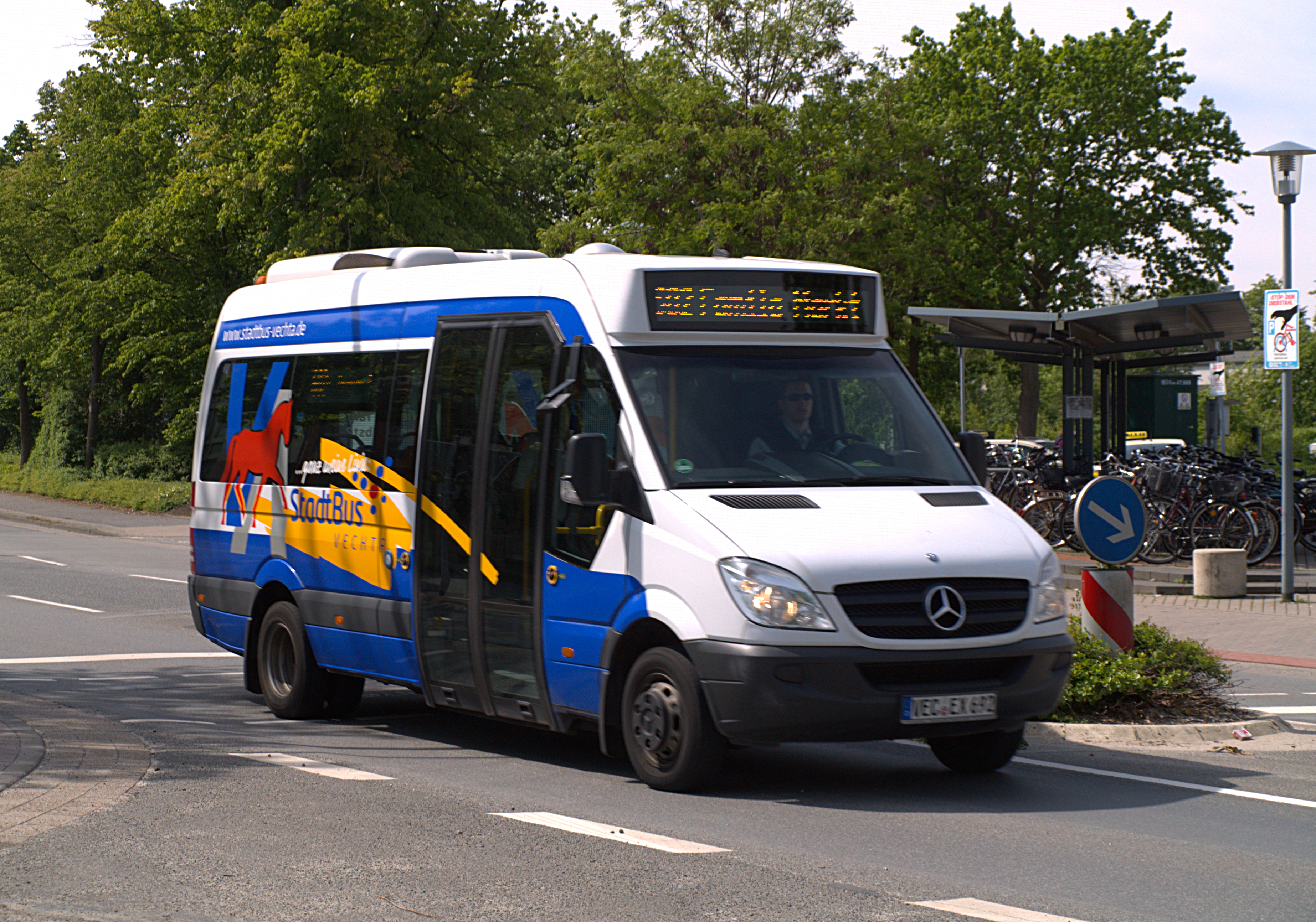
StadtBus Vechta

Der StadtBus Vechta ist ein von der Stadt Vechta (Niedersachsen) finanziertes öffentliches Nahverkehrsnetz im Stadtgebiet, bestehend aus vier Kleinbussen des Typ Mercedes Sprinter. Betrieben wird er von dem ortsansässigen Busunternehmen Wilmering. Das Stadtbussystem unterliegt den Tarifbestimmungen der Verkehrsgemeinschaft Landkreis Vechta (VGV) und gehört dieser somit komplett an.
Der Stadtbus lief vom 1. Februar 2008 bis Ende 2012 als Pilotprojekt und wird von der Stadt Vechta bezuschusst. Im Jahr 2015 beförderte der Stadtbus Vechta etwa 171.800 Fahrgäste.[veraltet]

## Geschichte

### Erste Planungen
Bereits 1994 gab es Anregungen zur Einführung eines Stadtbusses. Das Stadtbussystem wurde schon zweimal vor dem heutigen System ausprobiert, aber jeweils nur für die Dauer von drei Wochen, danach wurde der Test beide Male wieder beendet. Dann setzte sich die Wählerinitiative Wir für Vechta im Stadtrat für die Einführung eines von der Stadt finanziell gesicherten Bussystems ein. Der Stadtrat entschied im November 2007, dass ab Februar 2008 ein Bussystem eingeführt wird, das von der Stadt bis 2010 finanziell gesichert wird. Nach Ablauf dieser Probefrist sollte sich zeigen, ob die Bürger der Stadt Vechta das System auch annehmen.

### 2008
Das Stadtbussystem mit drei Bussen auf sechs Linien (VW1-VW6), die sich alle zwanzig Minuten am zentralen Haltepunkt in der Burgstraße trafen, wurde 2008 eingeführt. Die Benutzung des Liniensystems war in der ersten Woche nach Einführung kostenlos. Aufgrund steigender Fahrgastzahlen und zur Verbesserung der Anbindung anderer Stadtteile wurden im Mai 2008 eine vierte Linie und neue Tarife eingeführt. Im September 2008 wurden die Stadtbusse zur Verbesserung des Betriebsablaufs mit dem elektronischen Kassiersystem der Verkehrsgemeinschaft Vechta ausgestattet. Im November 2008 wurde Haltestellenschilder aufgestellt, die den Fahrgast über den Linienverlauf informieren (vorher waren nur sporadische Schilder mit Haltestellensymbol aufgestellt worden).
- Bilanz 2008
  - Zuschüsse der Stadt: 130.000 Euro
  - Einnahmen: ca. 16.000 Euro
  - Fahrgastzahlen: 21.594 Fahrgäste (1780 Fahrgäste pro Monat)

### 2009
An der Hochschule Vechta wurde im Januar 2009 über die Nutzung des Stadtbusses, für einen Betrag von elf Euro pro Semester abgestimmt. Eine Mehrheit der Studenten stimmte dagegen. Seit Februar 2009 fährt der Stadtbus als Trampbus, bei dem die Fahrgäste auf dem Linienverlauf zwischen den Haltestellen ein- und aussteigen können.
Im August 2009 erfolgten mehrere Umstellungen. So wurden im Rahmen der Einbindung in das VGV-Regionalbus-Netz die Linien 1 bis 4 in die Linien 601 bis 604 umbenannt. Zudem erfolgte die Umstellung des Linienbetriebs auf einen Stundentakt und eine Verlängerung der Betriebszeiten am Wochenende abends, dahingegen wurde der Betrieb am Sonntag wegen zu geringer Nutzung eingestellt.
- Bilanz 2009
  - Zuschüsse der Stadt: 130.000 Euro
  - Einnahmen: ca. 30.000 Euro
  - Fahrgastzahlen: 34.276 Fahrgäste (2848 Fahrgäste pro Monat)

### 2010
Im Februar 2010 unterschrieb die Landesnahverkehrsgesellschaft in Hannover Verträge, die die Fortführung des Stadtbusses über die Pilotprojekt-Frist bis Dezember 2010 erlaubten. Im März 2010 startete die Volkshochschule Vechta in Zusammenarbeit mit der Stadt Vechta und dem betreibenden Busunternehmen Wilmering unter dem Motto „Keine Angst vorm StadtBus fahren“ ein Programm, indem Senioren der Umgang mit dem StadtBus vertraut gemacht wurde, sowohl theoretisch als auch praktisch. Im Oktober 2010 wurde ein weiteres derartiges Programm angeboten und aufgrund der positiven Resonanz auch weiterhin fortgeführt. Das erste Quartal 2010 war das bis dahin erfolgreichste des Systems, mit 20.403 Fährgästen übertraf man bereits die Fahrgastzahl des gesamten Jahres 2008.
Im August 2010 beschloss der Stadtrat von Vechta, die Bezuschussung des StadtBusses von jährlich 130.000 auf 163.400 Euro zu erhöhen, was durch die mittlerweile vierte Buslinie gerechtfertigt wurde. Damit wurde auch die Fortführung bis Ende 2012 beschlossen. Die Stadtbuslinien 601 und 603 fuhren den Stoppelmarkt im 30/60-Minuten-Takt an. Die Verbindungen waren zusätzlich zu den weiterhin eingerichteten Sonderbuslinien Vechta-West, Vechta-Stadt und Vechta-Flugplatz. Ein Mercedes-Sprinter StadtBusfahrzeug wurde mit Motiven, die aus den besten Ergebnissen des Malwettbewerb an Vechtaer Grundschulen ausgewählt wurden, bedruckt.
Im September 2010 wurden die Fahrpreise vereinfacht und verbilligt. Eine Einzelfahrt für Erwachsene kostete von da an nur noch 1,00 Euro statt 1,70 Euro. Zudem wurden die Haltestellen-Schilder nach und nach mit den neuen Linienführungen und Linienbezeichnungen bedruckt (Von Linie 1-4 auf Linie 601-604).
- Bilanz 2010
  - Zuschüsse der Stadt: 130.000 Euro
  - Einnahmen: ca. 70.000 Euro
  - Fahrgastzahlen: 72.819 Fahrgäste (6068 Fahrgäste pro Monat)

### 2011
Im März 2011 meldete das betreibende Busunternehmen Wilmering eine durchschnittliche Fahrgastzahl von 500 Personen pro Tag. Der Sollwert für 2011 betrug durchschnittlich 300 Personen pro Tag, womit einer Fortführung des Stadtbusses über 2012 hinaus nichts mehr im Weg stand. Zum Stoppelmarkt fuhren die Stadtbuslinien 601 und 603 im August 2011 im 30/60-Minuten-Takt, eingebunden in die normale Linienführung. Um die Leute für den Stadtbus zu gewinnen, wurden die Fahrpreise zum Volksfest beim normalen Fahrpreis von 1,00 gehalten, während die Busse, die ebenfalls auf drei Linien im 15-Minuten-Takt die gesamte Stadt bedienten, mit knapp 2 Euro Fahrpreis das Doppelte kosteten.
- Bilanz 2011
  - Zuschüsse der Stadt: 164.000 Euro
  - Fahrgastzahlen: 94.095 Fahrgäste (7841 Fahrgäste pro Monat)

### 2012
Ab dem Wintersemester 2012/2013 konnten alle Studenten der Universität Vechta den Stadtbus unbegrenzt nutzen, da der Stadtbus nun im Semesterticket inbegriffen ist. Die Fahrgastzahlen stiegen seit Beginn des Semesters sprunghaft an. Im Oktober 2012 stimmte der Stadtrat Vechta auf Grundlage des vom Landkreis in Zusammenarbeit mit den Kommunen erarbeiteten Feldversuchs Mobil um Vechta für die Beteiligung an diesem Projekt. Dabei wurde ab Mai 2013 der Ortsteil Langförden per Anrufsammeltaxi in den ÖPNV eingebunden, die ursprüngliche Einbindung durch eine zusätzliche Buslinie entfiel damit. Mobil um Vechta ging dann für den ganzen Landkreis in Betrieb und war als zweijähriges Pilotprojekt begrenzt.

### 2013
Anfang Januar 2013 wurden vier neue Stadtbusse angeschafft. Diese unterscheiden sich zu ihren Vorgängern dadurch, dass sie mehr Sitzplätze sowie LED-Fahrtrichtungsanzeiger und eine moderne Lackierung mit QR-Codes zum Abruf von Fahrplänen haben.

### 2015
Im Herbst 2015 wurden die Linien 605A, 605B, 605C und 605D eingeführt. Diese Linien verkehren freitags und samstags im Spätverkehr.
- Bilanz 2015
  - Fahrgastzahlen: etwa 171.800 Fahrgäste[1]

### 2022
Im August 2022 wurden die Linien 605A, 605B, 605C und 605D wegen zu geringer Fahrgastzahlen eingestellt.

## Linien und Haltestellen
Das Liniennetz ist nach dem Rendezvous-Prinzip aufgebaut.
Alle 8 Linienäste treffen immer um :45 und :15 am zentralen Haltepunkt Burgstraße/Altes Finanzamt ein, parallel zur Einkaufsmeile Große Straße. Das System im zentralen Stadtgebiet wird morgens und mittags an Schultagen aufgrund des Schülerverkehrs durch die Linien V1, V2 und V3 verstärkt.
Das Streckennetz deckt bis auf Langförden und Calveslage das gesamte Stadtgebiet mit 72 Haltestellen ab. Ein Ausbau des Systems in diese Stadtteile nach Ende der Probefrist ist in Planung.
Während der gesamten Betriebszeit kann, sofern die Verkehrslage es zulässt, an allen Stellen auf den Routen der Linien 601 bis 604 ein- und ausgestiegen werden, nicht nur an den Haltestellen (Bedarfshalt).
Die Haltestelle Vechta Bahnhof/ZOB wird von den Linien 604 und 602 angefahren (pro Stunde viermal). Die Fahrzeiten sind dem Fahrplan der NordWestBahn angepasst, um das Umsteigen möglich zu machen.
Die Linienführung ist wie folgt:
| Linie | Laufweg                                                                                                  |
| ----- | --- |
| 601   | Vechta, Oythe – St. Marienhospital – Burgstraße – Botenkamp – Dominikanerweg – Vechta, Oythe             |
| 602   | Vechta, Famila – Dornierstr. – ZOB Vechta – Burgstraße – Windallee – Universität – Sgundek               |
| 603   | Vechta, Hallenwellenbad – Kreisamt – Burgstraße – Lohner Str. – Marienhain – Reiterwaldstadion           |
| 604   | Vechta, Famila – Stukenborg – ZOB Vechta – Burgstraße – Hagener Str. – Friesenstr., McDonalds            |
| V1    | Vechta, Linnekamp – Vechta, Marienhain – Sgundek – Schulzentrum Süd – ZOB Vechta – Janusz Korczak Schule |
| V2    | ZOB Vechta – Theodor-Heuss-Str. – Rombergstr./Finanzamt – Schulzentrum Süd – Gymnasium Antonianum        |
| V3    | Vechta, Oythe – Allensteiner Str. – Graskamp – Martin-Luther-Schule – Schulzentrum Süd                   |

## Sonderfahrten
Der Stadtbus fährt seit 2009 während des Stoppelmarktes Mitte August dieses Volksfest an. Zwar werden bereits seit 1970 jährlich vier Sonderbuslinien eingerichtet, die alle Stadtteile (auch Langförden und Calveslage) bedienen, aber der Stadtbus soll helfen, die Sonderlinien zu entlasten, vor allem, da der Stadtbus durch die Fahrzeugtypen (Kleinbus) die Nebenstraßen befahren kann, während die Sonderbusse aufgrund der eingesetzten Gelenk- und Solowagen nur die Hauptstraßen nutzen können.

## Pläne für das System
Geplant ist auch, nach der Pilotprojekt-Phase je nach Ausfall der Fahrgastzahlen das System eventuell komplett zu vergrößern und die Linien in die umliegenden Ortschaften wie Bakum, Lutten und die Stadtteile Calveslage und Langförden zu erweitern.
Dazu ein Auszug aus der Prioritätenliste des Stadtmarketingprojektes Vechta:

„Der funktionierende öffentliche Nahverkehr in Vechta kann noch verbessert werden, um besonders die Randbereiche der Stadt besser anzubinden und Angebote für Jugendliche zu verbessern.
Vorgehen:
- Eine temporäre Busverbindung aus der Vechtaer Innenstadt nach Langförden (über Calveslage) ist zu prüfen.

→ Mit einer zweimonatigen Testphase könnte der Bedarf einer stündlichen Anbindung ermittelt werden. Darüber hinaus ist die Möglichkeit zu prüfen, bei Veranstaltungen in der Innenstadt eine Busverbindung anzubieten.
Konkrete Maßnahmen im Busverkehr:
- Anbindung der nächsten Stadtteile / Orte an Stadtbuslinien (auf jeden Fall: Bergstrup/Langförden/Bakum/Lutten, ggf. Visbek/Goldenstedt/Lohne).

- An- und Abfahrzeiten im Schulverkehr bedarfsgerecht gestalten.

- Die Fahrpreise für Jugendliche müssen günstiger sein bzw. es müssen Schülertickets angeboten werden. Vorstellung: ca. 80 Cent oder als Alternative zur Kids Card, die altersmäßig gestaffelt werden kann, von bisher 3–15 Jahre auf 3–18 Jahre bzw. alle Schüler auch über 18 Jahre.

- Beim Einkaufen werden Gutscheine erworben (Kinobesuch/Nutzung Bowlingbahn etc.). Sie können als Tickets eingelöst werden. Gutscheine sind besser als ein Testangebot. Inhaber des „Schutzengelausweises“ oder der „JuLeiCa“ Jugendleiterkarte, die Ehrenamtliche bekommen und mit denen ihnen für ihr Engagement Rabatte gewährt werden soll(t)en als bundesweites Projekt), fahren umsonst bzw. deutlich billiger.

- Der Stadtbus muss nach den Verbesserungen der Streckenangebote noch offensiver vermarktet werden.

- Es müssen nutzbare Nachtbusstrecken geschaffen werden, auf denen an bestimmten Tagen (Mi/Fr/Sa) auch Nachtbusse eingesetzt werden. Abfahrtsorte könnten sein: Kneipen/Partyräumlichkeiten/Kino etc. Die Zielorte sollten möglichst in den Wohngebieten liegen, um kurze Wege nach Hause zu schaffen. Ziele wie Supermärkte, Altenwohnanlagen, Ämter etc. könnten ausgespart werden.“